# Jet2.com
Jet2.com je britská nízkonákladová letecká společnost a v současnosti je čtvrtou největší leteckou společností ve Spojeném království. Hlavní základna a sídlo společnosti se nachází na mezinárodním letišti Leeds Bradford v Anglii. Společnost provozuje 130 letadel.
Aerolinka se vyznačuje nízkými cenami letenek a možností vlastního výběru místa v letadle. Společnost byla založena v říjnu 2002 a zahájila svoji činnost 12. února 2003. Sloganem společnosti je „Friendly low fares“ (česky „Přátelsky nízké ceny“) a v dubnu 2015 měla okolo 4000 zaměstnanců. V roce 2015 přepravila 5,85 milionů cestjících.
Sesterská společnost Jet2holidays nabízí prázdninové balíčky obsahující ubytování, přepravy a lety s Jet2.com do více než čtyřiceti měst a letovisek.

## Česko
Létá i na pražské letiště Václava Havla s přímým spojením do destinací East Midlands, Glasgow, Leeds, Manchester a Newcastle.
Jeden Boeing 737-800 vyrobený na začátku roku 2017, imatrikulace G-JZHS má společnost Jet2.com pojmenovaný „Prague" (Praha).